# K. Soundararajan

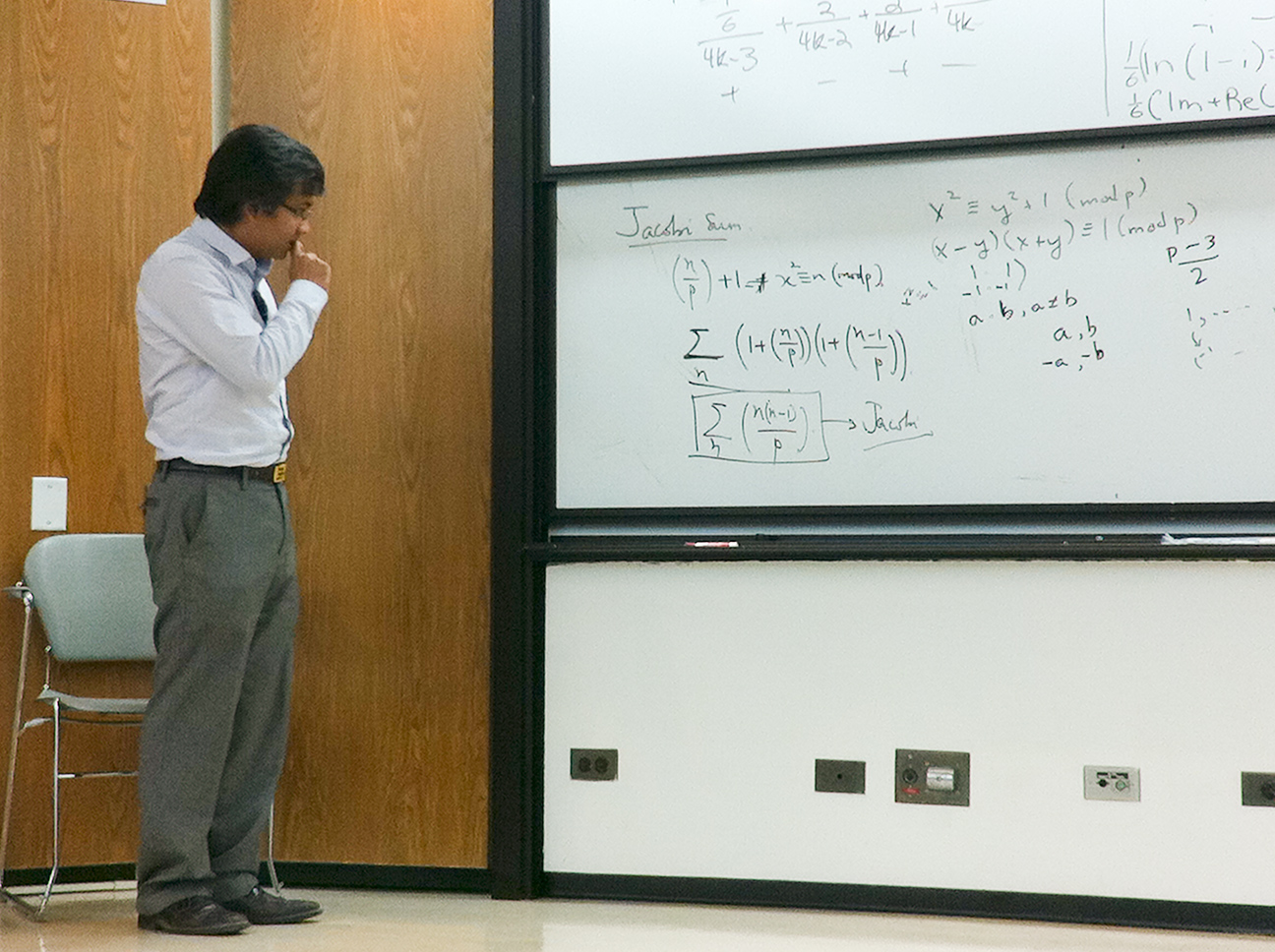
Soundararajan 2010 in Stanford

K. Soundararajan (Kannan Soundararajan; * 27. Dezember 1973 in Chennai, Tamil Nadu) ist ein indisch-US-amerikanischer Mathematiker, der sich mit analytischer Zahlentheorie beschäftigt.
Soundararajan wuchs in Chennai (Madras) auf und gewann als Teil des indischen Teams 1991 die Silbermedaille auf der Internationalen Mathematikolympiade. Ab 1991 studierte er Mathematik an der University of Michigan, mit dem Abschluss 1995. Als Student gewann er den ersten Morgan Prize der American Mathematical Society für Arbeiten in analytischer Zahlentheorie. Unter anderem bewies er mit Ramachandran Balasubramanian eine Vermutung der kombinatorischen Zahlentheorie von Ronald Graham. 1995 ging er mit einem Stipendium als Sloan Fellow an die Princeton University, wo er 1998 bei Peter Sarnak mit der Dissertation "Quadratic twists of Dirichlet L-Functions" promoviert wurde. Darin bewies er, dass mehr als 7/8 der quadratischen L-Funktionen Nullstellen am kritischen Punkt s=1/2 haben. Als Post-Doktorand war er als Fellow des American Institute of Mathematics unter anderem am Institute for Advanced Study. Er war Professor an der University of Michigan und ist seit 2006 Professor an der Stanford University und Direktor des Mathematics Research Center (MRC) in Stanford.
Seine erste Veröffentlichung erfolgte 1992 im Journal of Number Theory und hatte ihre Wurzeln in Arbeiten, die er noch an der Padma Seshadri High School in Chennai als Schüler gemacht hatte. Er befasst sich mit multiplikativer Zahlentheorie wie der Verteilung der Nullstellen der Riemannschen Zetafunktion, damit zusammenhängend auch mit der Theorie von Zufallsmatrizen, und mit Dirichlet L-Funktionen sowie der analytischen Theorie automorpher Formen (Katz-Sarnak-Theorie der mit automorphen Formen verbundenen Symmetriegruppen). Er formulierte mit Jeffrey Lagarias analog zur abc-Vermutung eine xyz-Vermutung für glatte Lösungen (ohne großen Primfaktoren in a,b,c) der abc-Gleichungen. Mit Persi Diaconis untersuchte er verschiedene Kartenmischungsprobleme (beim riffle shuffle).
Mit Roman Holowinsky von der Ohio State University löste er 2008 einen wichtigen Sonderfall der Quanten-Eindeutigkeits-Ergodizitäts-Vermutung (QUE, quantum unique ergodicity) von Sarnak und Zeev Rudnick für Modulflächen.
Mit Andrew Granville führte er in den 2010er Jahren einen neuen Zugang zur analytischen Zahlentheorie ein (pretentious approach), basierend auf älteren Arbeiten von Gábor Halász.
2016 entdeckte er Robert Lemke Oliver eine überraschende Symmetrieabweichung in den Primzahlen. Primzahlen (außer 2,5) können nur auf den Ziffern 1, 3, 7 oder 9 enden. Diese sind wie man zeigen kann gleich verteilt unter den Primzahlen (siehe Satz von Siegel-Walfisz). Soundararajan und Lemke fanden aber bei aufeinanderfolgenden Primzahlen, dass wenn die erste auf 1 endet die nachfolgende in der Endziffer nicht gleich verteilt auf 1, 3, 7, 9 ist (also je 25 Prozent Wahrscheinlichkeit), sondern mit jeweils 18, 30, 30, 22 Prozent. Ähnliche ungleiche Verteilungen gibt es wenn man statt der 1 die anderen drei Endziffern betrachtet. Die Autoren untersuchten die erste Milliarde Primzahlen. Sie gaben auch eine mögliche Erklärung über die Hardy-Littlewood-Vermutungen.
2003 wurde er für Arbeiten über Dirichlet L-Funktionen und damit verbundene Charaktersummen mit dem Salem-Preis ausgezeichnet. 2005 erhielt er mit Manjul Bhargava den ersten SASTRA Ramanujan Prize. 2011 erhielt er den Infosys Preis und 2012 den Ostrowski-Preis. 2010 war er Invited Speaker auf dem Internationalen Mathematikerkongress in Hyderabad (Quantum Unique Ergodicity and Number Theory) und 2022 hielt er einen Plenarvortrag auf dem Internationalen Mathematikerkongress (The distribution of values of Zeta- and L-functions).

## Schriften
- Non vanishing of quadratic Dirichlet L functions at s=1/2, Annals of Mathematics, Band 152, 2000, S. 447–448, Preprint Arxiv (Teil seiner Dissertation)
- mit Ken Ono Ramanujan´s ternary quadratic form, Inventiones mathematicae, Band 130, 1997, S. 415–454
- mit Andrew Granville The spectrum of multiplicative functions, Annals of Mathematics, Band 153, 2001, S. 407–470
- mit Holowinsky Mass equidistribution of Hecke eigenforms, Annals of Mathematics, Band 172, 2010, S. 1517, Preprint, Arxiv
- Quantum unique ergodicity of {\displaystyle SL(2,Z)/H^{2}}, Annals of Mathematics, Band 172, 2010, S. 1529, Preprint Arxiv (Gleichverteilung der Nullstellen der Maass-Wellenform für hohe Eigenwerte in der Modulfläche)
- mit Balasubramanian On a conjecture of R. L. Graham, Acta Arithmetica, Band 75, 1996, S. 1
- mit Brian Conrey Real zeroes for quadratic Dirichlet L functions, Inventiones mathematicae, Band 150, 2002, S. 1–44, Preprint, Arxiv
- Distribution of values of zeta- and L-functions, ICM 2022, Arxiv